# باخترسگیان
باخترسگیان (نام علمی: Hesperocyoninae) نام یک زیرخانواده از تیره سگ‌سانان است.